# Audiometría
La audiometría es la medición de la capacidad de cada oído de percibir las vibraciones de diversas bandas del espectro audible.

## Tipos de audiometrias

### Audiometría de tonos puros
La audiometría tonal  liminal o audiometría de tonos puros es una de las pruebas complementarias que sirve para explorar el grado de audición. Realiza una evaluación cualitativa y cuantitativa de la audición, así como valora de forma rápida y eficaz la capacidad auditiva. Prueba estandarizada que consiste en el estudio de frecuencias entre 125 Hz y 8000 Hz por medio del uso de un audiómetro y la confección de un audiograma. Se toma cada oído de forma independiente y se analiza tanto vía de conducción aérea como de conducción ósea, obteniendo datos de umbral de audición. La unidad de intensidad empleada en la misma es el decibel SPL (siglas correspondientes a sound pressure level o nivel de presión sonora).
El método de exploración electrónico permite cuantificar las pérdidas de las capacidades auditivas para diferentes frecuencias exploradas.
La realización de la prueba consiste en determinar, mediante la propagación de tonos a través del audiómetro, el umbral auditivo para cada frecuencia. El umbral auditivo es la intensidad mínima a la que el paciente percibe el tono puro para la frecuencia estudiada. La técnica se repetirá para cada una de las frecuencias y para los dos oídos.

### Tipo de vías
Vía aérea: En esta vía las ondas de sonido se transmiten a través del aire hasta llegar al tímpano, utilizando auriculares. 
Vía ósea: En esta vía se utiliza un vibrador óseo, que a través de la vibración de los huesos craneales estimula el oído interno. Se debe tener cuidado de que el vibrador óseo no toque la parte cartilaginosa de la oreja. Hay que tener en cuenta que la cóclea contra lateral también recibirá la señal y por lo tanto en algunos casos hay que enmascarar.

### Proceso de medida
Método descendiente
· Explicamos el test al paciente indicando que se presentarán tonos a distintas intensidades y que siempre que los oiga nos indique (levantando la mano o pulsando).
· Es igual por vía aérea u ósea. Se empieza por vía aérea y por el mejor oído.
· Se empieza con una frecuencia de 1000;Hz y un estímulo de +30 dB.
· El estímulo se presenta durante unos 2 o 3 segundos y si el paciente nos indica que lo oye disminuimos 10 dB, y si no lo oye aumentamos 5 dB.
· Cuando responda dos veces positivamente al mínimo estímulo de esa frecuencia se anota como umbral de audición a esa frecuencia.
· Repetimos el resto de frecuencias: 1500 Hz, 2000 Hz, 3000 Hz, 4000 Hz, 6000 Hz, 8000 Hz, 500 Hz, 250 Hz y 125 Hz.
· Repetimos todo el proceso en el peor oído.
· Volvemos a repetir el mismo procedimiento por vía ósea en ambos oídos. En vía ósea solo usamos las frecuencias de 250 Hz a 4000 Hz.
Método ascendiente
· Igual que en método descendente realizaremos la prueba para cada frecuencia.
· Primero empezaremos con una intensidad inferior a la audible y se incrementa en pasos de 5 dB hasta que el paciente la oye.
· Para evitar pacientes “simuladores”, podemos alternar la evaluación de cada en los dos oídos, de forma que pediremos al paciente que levante la mano del lado del oído dónde oye el estímulo.
-Si el test se realiza correctamente y el paciente “no engaña”, los resultados de una nueva prueba no deberían variar más de ± 5 dB.
· También se suele anotar el valor de pérdida auditiva promedio como el promedio de las pérdidas a 500 Hz, 1000 Hz y 2000 Hz. Este valor tiene buena correlación con los resultados de la logoaudiometría, al tratarse de las frecuencias típicas del habla. 

### Interpretación de diagramas
· La comparación entre las pruebas de vía ósea y vía aérea son muy útiles para comprobar si la pérdida de la capacidad auditiva se debe a problemas de oído medio (formada por huesos) o si el problema está en el oído interno. También se pueden ver ambas vías implicadas.
· La determinación de los umbrales por vía aérea, refiere a la búsqueda de umbrales auditivos de cada frecuencia por la vía anatomofisiológica normal de la audición (OE, OM, OI). La búsqueda de los umbrales por vía ósea, refiere la búsqueda de umbrales auditivos de cada frecuencia mediante vibración ósea, donde las olas llegan directamente a la cloquea (OI).

· Los resultados de las pruebas audiométricas se presentan mediante dos representaciones gráficas, uno para cada oído, llamados audiogramas. Estos diagramas cuantifican la capacidad que tiene el paciente. Se medirá en decibelios los sonidos y en hercios las frecuencias.

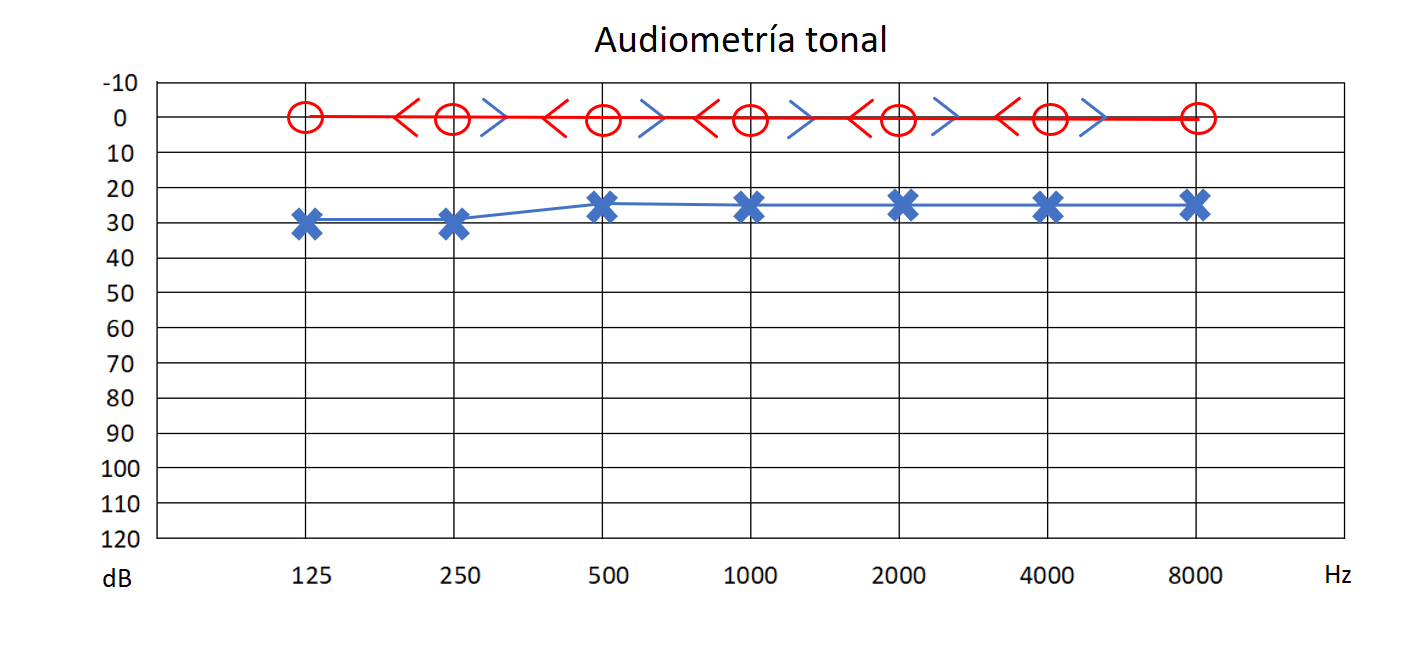
Ejemplo de una audiometría tonal.

· Los niveles de audición pueden presentarse en forma de tabla o en forma gráfica (audiograma). Para la gráfica, en el eje de frecuencias debe corresponder a 20 dB en el eje de los niveles de audición.
· En el eje de las abscisas, horizontal, se muestran los valores de las frecuencias a explorar desde 125 Hz hasta 8000 Hz. 
· En el eje de las ordenadas, vertical y en sentido descendente, se muestran las pérdidas en dB en relación con la línea cero, que representa el umbral normal para vía ósea y aérea.
· La zona circular y de color rojo representa al oído derecho (podemos observar una pérdida de audición de grado leve).
· La zona con X y de color azul representa al oído izquierdo.
· La audición por vía aérea es representada en ambos ojos con un círculo por el oído derecho (O), mientras que una "X" azul para el oído izquierdo.
· La audición por vía ósea del oído derecho es representada por un paréntesis triangular rojo (<) el que su vértice se encuentra en dirección derecha del paciente. La audición por vía ósea del oído izquierdo es representada por un paréntesis triangular azul (>) el que su vértice se encuentra en dirección al oído izquierdo del paciente.

### Logoaudiometría
La logoaudiometría o audiometría verbal, evalúa la percepción de las palabras, hace saber si estas son inteligibles para el paciente. Este tipo de audiometría es útil para saber si el paciente puede escuchar y entender una conversación, ya que puede haber casos en los que los pacientes pueden escuchar el tono, pero no entender la conversación.
La logoaudiometría es una de las mejores pruebas para la adaptación protésica, ya que ayudará tanto como en la selección de las características del audífono como para la comparación de la calidad de la adaptación.
Esta prueba se puede lleva a cabo de distintas formas:
- De forma manual: el examinador dice las palabras y el paciente debe repetirlas. Para obtener unos resultados fiables, el paciente y el examinador no pueden verse, de esta forma no se produce la lectura de labios por parte del paciente y así se evitan falsos resultados.
- De forma automática: se realiza mediante un archivo de sonido con las palabras. Estas se van pasando con distintas intensidades.

No obstante, se debe preferir siempre utilizar material verbal grabado con la máxima calidad si se quieren obtener resultados estables y fiables.  
Esta prueba se puede hacer en campo abierto (si el paciente ya tiene prótesis auditiva) o con auriculares. También se puede hacer con ruido ambiental distinto según la situación de la vida real que se quiera analizar.

#### Tipos de palabras usadas
La prueba se realiza utilizando un mínimo de 25 palabras, hasta un máximo de 100 palabras, usando unas frecuencias desde 500 Hz hasta 2000 Hz. Según el test que se está realizando, se usarán un tipo de palabras u otras, pero siempre se debe tener en cuenta que esta lista de palabras debe estar adecuada al paciente según su contexto cultural, edad, lengua materna y evitando palabras ambiguas o confundibles por sus fonemas.
Para intentar simular una situación real durante la prueba se puede poner ruido ambiental de fondo
Ejemplos de listas de palabras para las pruebas:
Lista 1 Lista 2
| Solo      | Tierra |
| Noviembre | Forma  |
| Lisa      | Niños  |
| Muerte    | Paso   |
| Sanas     | Suelo  |
| Tiempo    | Junio  |
| Frase     | Masa   |
| Niebla    | Dedo   |
| Tarde     | Gloria |
| Carne     | Cuento |
| Dulce     | Minas  |
| Recia     | Planta |
| Grito     | Centro |
| Prensa    | Tabla  |
| Menos     | Ciegas |
| Sabio     | Nieve  |
| Corto     | Seco   |
| Chico     | Nervio |
| Culpa     | Conde  |
| Novio     | Plumas |

#### Procedimiento de las pruebas
Hay diferentes pruebas para evaluar la logoaudiometría:
- Test para obtener el umbral de recepción verbal (URV): se trata de la intensidad mínima necesaria para entender el 50 % de las palabras. Para que se considere que un individuo puede seguir una conversación este tiene que entender más o menos la mitad de los fonemas. Procedimiento:
  - Primero de todo se le explica al paciente el procedimiento de la prueba. Hasta que no se tiene toda la seguridad de que la ha entendido no se comenzará.
  - Se empieza presentando al paciente dos palabras de una intensidad de 30 dB por encima de su umbral auditivo promedio HAIC. Si las repite correctamente, se bajan 10 dB y se le dice al paciente otra palabra.
  - Se van reduciendo 10 dB por cada palabra repetida correctamente por parte del paciente, hasta que ya no consiga repetirla de manera acertada.
  - En el momento que el paciente no ha conseguido repetir la palabra se eleva 15 dB la intensidad y se le dicen cuatro palabras.
  - Si el paciente repite correctamente las cuatro palabras, se van bajando de 5 en 5 dB por cada vez que repita bien las cuatro palabras hasta el momento que ya sólo sea capaz de repetir dos de esas cuatro.
  - En ese momento se considera que se ha encontrado su URV y se considera que a esa intensidad el paciente es capaz de seguir una conversación.

- Test de discriminación verbal: consiste en evaluar mejor la capacidad de entender el lenguaje hablado. Esta prueba es interesante para valorar si al llegar a un umbral elevado el paciente mantiene la capacidad de entender las palabras o, si por el contrario, empeora. Procedimiento:
  - Primero se le explica al paciente en qué consistirá la prueba, en la cual escuchará palabras, unas de mayor intensidad y otras de menor, y las deberá repetir. Hasta que no se tiene toda la seguridad de que no ha entendido el procedimiento no se comenzará.
  - La prueba se empieza con una intensidad de 10 dB por encima del URV.
  - Se le presenta al paciente una lista de palabras y se anotan los aciertos (siempre se anota el porcentaje de palabras acertadas).
  - Se elevan 10 dB a la intensidad y se repite la prueba. Se repite este paso hasta el momento que el paciente es capaz de repetir el 100 % de las palabras correctamente.
  - Una vez el paciente repita bien el 100 % de las palabras, se elevará la intensidad 20 dB y se repetirá el procedimiento para comprobar si mantiene ese 100 % de palabras repetidas correctamente.

#### Anotación de los resultados
Para anotar los resultados de la prueba se utiliza una gráfica. En el eje X estará representada la intensidad, expresada en dB HL, y en el eje Y estará representado el porcentaje de discriminación, es decir, de las palabras que han sido dichas correctamente.
A medida que se va realizando la prueba, los resultados se van anotando punto a punto para finalmente obtener una curva logoaudiométrica que será comparada con una gráfica patrón para la lista de palabras que ha sido utilizada en la prueba. Se anotará el oído derecho en color rojo y el izquierdo en azul.

#### Interpretación de los resultados
Según los resultados obtenidos, se obtienen las siguientes interpretaciones:
- Si la logoaudiometría da mejores resultados que en la vía aérea tonal se sospecha de la posible presencia de acúfenos que interfieren con la audiometria tonal.
- Si la logoaudiometría da peores resultados que en la vía aérea tonal se debe analizar si la discrepancia es unilateral o bilateral:
  - Si es unilateral, se sospecha de un posible daño en la cóclea.
  - Si es bilateral, se sospecha de un posible daño en el sistema nervioso central, en el área de percepción e interpretación del sonido, reconocimiento de palabras, memoria, etc.

AUDIOMETRÍA OBJETIVA
- Audiometría de respuesta electrónica.